# 装苑
《装苑》是日本文化学园旗下文化出版局出版的一本时尚杂志。创刊于1936年，是日本时尚杂志的元老。装苑重视日本本土的时尚设计，其设立的设计大赛“装苑赏”是日本青年服装设计师的登龙门。高田贤三、山本耀司等都经由装苑赏走向世界。